# Careproctus zispi
Careproctus zispi és una espècie de peix pertanyent a la família dels lipàrids.

## Hàbitat
És un peix marí i batidemersal que viu entre 1.922 i 2.229 m de fondària.

## Distribució geogràfica
Es troba al mar de Scotia i davant les costes de la Terra del Foc.

## Observacions
És inofensiu per als humans.